# Шарьинский округ
Шарьинский округ — административно-территориальная единица Нижегородского края, существовавшая в 1929—1930 годах. Административный центр — город Шарья.
Шарьинский округ был образован 15 июля 1929 года в составе Нижегородского края.
30 июля 1930 года Шарьинский округ, как и большинство остальных округов СССР, был упразднён. Его районы отошли в прямое подчинение Нижегородского края.

## Административное деление
Округ был разделён на 13 районов:
- Белышевский
- Ветлужский
- Рождественский
- Кологривский
- Мантуровский
- Межевской
- Пыщугский
- Тонкинский
- Уренский
- Хмелевицкий
- Черновский
- Шабалинский
- Шарьинский